# بران ستارك
بران ستارك (بالإنجليزية: Bran Stark)‏ هو شخصية خيالية ظهرت في الكتاب الأول من سلسلة روايات الفنتازيا أغنية الجليد والنار للكاتب جورج ر. ر. مارتن، وكذلك ظهر في المواسم الثلاثة الأولى من المسلسل التلفزيوني صراع العروش الذي عرض على قناة إتش بي أو. بران ستارك هو الأبن الثاني لكل من اللورد إدارد ستارك والليدي كاتلين ستارك بعد أخيه روب ستارك.
لعب الممثل ايزاك هيمبستيد رايت دور شخصية بران ستارك في المسلسل المبني على قصة الرواية صراع العروش.

## عائلته

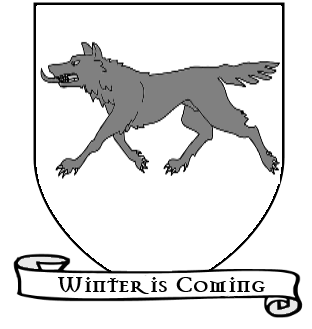
راية آل ستارك.

تُعدّ عائلة ستارك واحدة من أهم العوائل في الممالك السَبع، وهي العائلة الرئيسيّة في الشَمال، وتقطُن في مدينة وينترفل التي تُعدّ بدورِها واحدة من أقدَم القِلاع في الممالك السَبع. ويعود نَسبُهم إلى براندون البنَّاء وملوك الشِّتاء القُدامى، ولآلاف السِّنين حكَموا من مقرِّهم في وينترفل كملوكٍ في الشَّمال، إلى أن اختارَ تورين ستارك -المَلك الذي ركعَ- أن يُقسِم بالولاء لإجون التنِّين بدلًا من مُواجَهته في المعركة.
راية آل ستارك عبارة عن ذِئب رهيب رمادي على خلفيَّةٍ بيضاء ثلجيَّة، وشِعارُهم «الشِّتاء قادم».

## وصلات خارجية
- (بالإنجليزية) صفحة الشخصية في الموقع الرسمي